# Vodolahivka, Kobeleakî
Vodolahivka (în ucraineană Водолагівка) este un sat în comuna Kanavî din raionul Kobeleakî, regiunea Poltava, Ucraina.

## Demografie
Componența lingvistică a localității Vodolahivka
     Ucraineană (99,06%)
     Alte limbi (0,94%)
Conform recensământului din 2001, majoritatea populației localității Vodolahivka era vorbitoare de ucraineană (99,06%), existând în minoritate și vorbitori de alte limbi.